# Fuerzas Armadas de Ghana
Las Fuerzas Armadas de Ghana (GAF, por sus siglas en inglés) son las fuerzas armadas unificadas de Ghana, compuestas por el Ejército (GA), la Armada (GN) y las Fuerzas Aéreas de Ghana.
El Comandante en Jefe de las Fuerzas Armadas de Ghana es el presidente de Ghana, que también es el comandante militar supremo de la Unidad de guardia de fronteras (BGU). Las fuerzas armadas están dirigidas por el ministro de Defensa y el jefe del Estado Mayor de la Defensa.

## Historia
En 1879, la Policía de la Costa de Oro fue creada por personal de la Policía Hausa del sur de Nigeria, para desempeñar funciones de seguridad interna y policía en la colonia británica de la Costa de Oro. De esta forma, el regimiento obtuvo su primer honor de batalla como parte de la campaña de Ashanti.
La Policía de la Costa de Oro fue rebautizada en 1901 como Regimiento de la Costa de Oro, tras la fundación de la Fuerza Fronteriza de África Occidental, bajo la dirección de la Oficina Colonial del Gobierno británico. El regimiento formó un total de cinco batallones durante la Primera Guerra Mundial, todos los cuales participaron en la campaña de África Oriental. Durante la Segunda Guerra Mundial, el regimiento formó nueve batallones y entró en acción en el Distrito Fronterizo del Norte de Kenia, la Somalilandia italiana, Abisinia y Birmania como parte de la 2.ª Brigada de Infantería (África Occidental. Los soldados de la Costa de Oro que regresaban del Lejano Oriente tenían perspectivas diferentes de las que tenían cuando habían partido.

### Operaciones internas
Las Fuerzas Armadas de Ghana se formaron en 1957. El General de División Stephen Otu fue nombrado Jefe del Estado Mayor de la Defensa en septiembre de 1961. A partir de 1966, las Fuerzas Armadas se implicaron ampliamente en política, dando varios golpes de Estado. Kwame Nkrumah se había convertido en el primer Primer Ministro de Ghana cuando el país se independizó en 1957. A medida que avanzaba su mandato, Nkrumah empezó a tomar medidas que inquietaron a la cúpula de las fuerzas armadas, como la creación y expansión del Regimiento de la Guardia Presidencial (POGR).
Como resultado, el 24 de febrero de 1966, un pequeño número de miembros del ejército y altos mandos de la policía, dirigidos por el coronel Emmanuel Kotoka, comandante de la Segunda Brigada en Kumasi, el mayor Akwasi Afrifa, (oficial de estado mayor a cargo del entrenamiento y las operaciones del ejército), el teniente general (retirado) Joseph Ankrah, y J. W.K. Harlley (inspector general de la policía), lanzaron con éxito la "Operación Cold Chop", el golpe de Estado de 1966 contra el régimen de Nkrumah. El grupo formó el Consejo de Liberación Nacional, que gobernó Ghana de 1966 a 1969.
Las Fuerzas Armadas volvieron a tomar el poder en enero de 1972, después de que el gobierno civil restablecido recortara los privilegios de los militares y empezara a cambiar la dirección de las unidades de combate del ejército. El teniente coronel Ignatius Kutu Acheampong (comandante temporal de la Primera Brigada en los alrededores de Acra) lideró el incruento golpe de Estado ghanés de 1972 que puso fin a la Segunda República. Así se formó el Consejo Nacional de Redención. Acheampong se convirtió en jefe de Estado, y el CNR gobernó de 1972 a 1975.

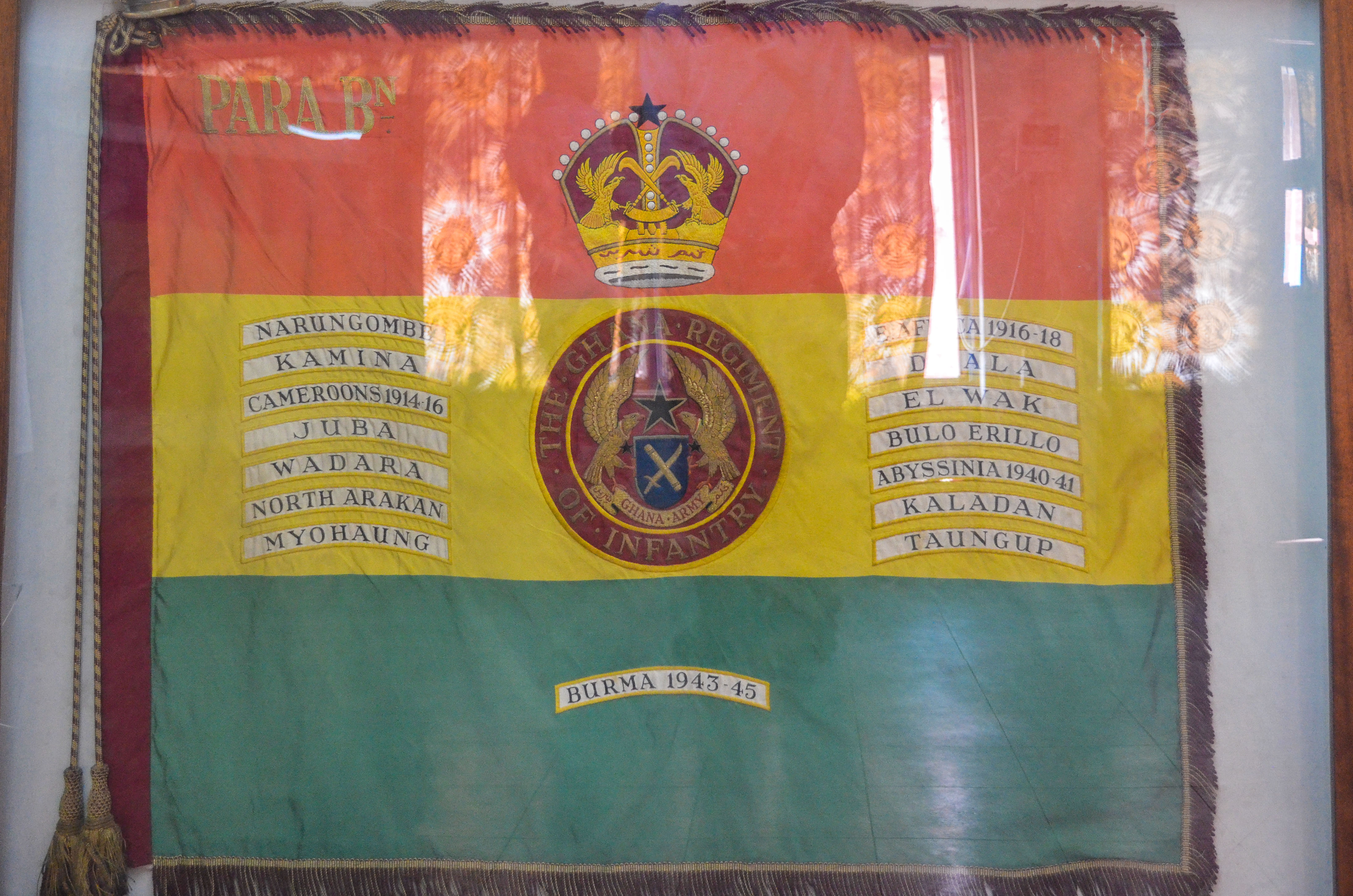
Bandera de guerra del Regimiento de Ghana durante la Campaña de Birmania en el Teatro del Sudeste Asiático de la Segunda Guerra Mundial.

El 9 de octubre de 1975, el CNR fue sustituido por el Consejo Militar Supremo (CMS), integrado por el coronel Acheampong (presidente, que también fue ascendido directamente de coronel a general), el teniente general Fred Akuffo (jefe del Estado Mayor de la Defensa) y los comandantes del ejército, la armada, la fuerza aérea y las unidades de la Guardia de Fronteras.
En julio de 1978, en un movimiento repentino, los demás oficiales del SMC obligaron a Acheampong a dimitir y lo sustituyeron por el teniente general Akuffo. Al parecer, el CMS actuó en respuesta a la continua presión para encontrar una solución al dilema económico del país; se calculaba que la inflación alcanzaba el 300% ese año. El consejo también se vio motivado por el fracaso de Acheampong a la hora de frenar la creciente presión política en favor de cambios. Akuffo, el nuevo presidente del CMS, prometió públicamente ceder el poder político a un nuevo gobierno que se elegiría el 1 de julio de 1979.
El decreto por el que se levantaba la prohibición de los partidos políticos entró en vigor el 1 de enero de 1979, como estaba previsto. Sin embargo, en junio, justo antes de la reanudación programada del gobierno civil, un grupo de jóvenes oficiales de las fuerzas armadas, dirigidos por el teniente de vuelo Jerry Rawlings, dieron el golpe de Estado ghanés de 1979. Pusieron en marcha el Consejo Revolucionario de las Fuerzas Armadas, que gobernó hasta septiembre de 1979. Sin embargo, en 1981, Rawlings depuso de nuevo al nuevo gobierno civil, en el golpe de Estado ghanés de 1981. Esta vez Rawlings estableció el Consejo Provisional de Defensa Nacional (PNDC). El PNDC permaneció en el gobierno hasta el 7 de enero de 1993. En los últimos años del PNDC, Jerry Rawlings asumió el estatus civil; fue elegido Presidente civil en 1993 y continuó como presidente hasta 2001.

### Operaciones externas

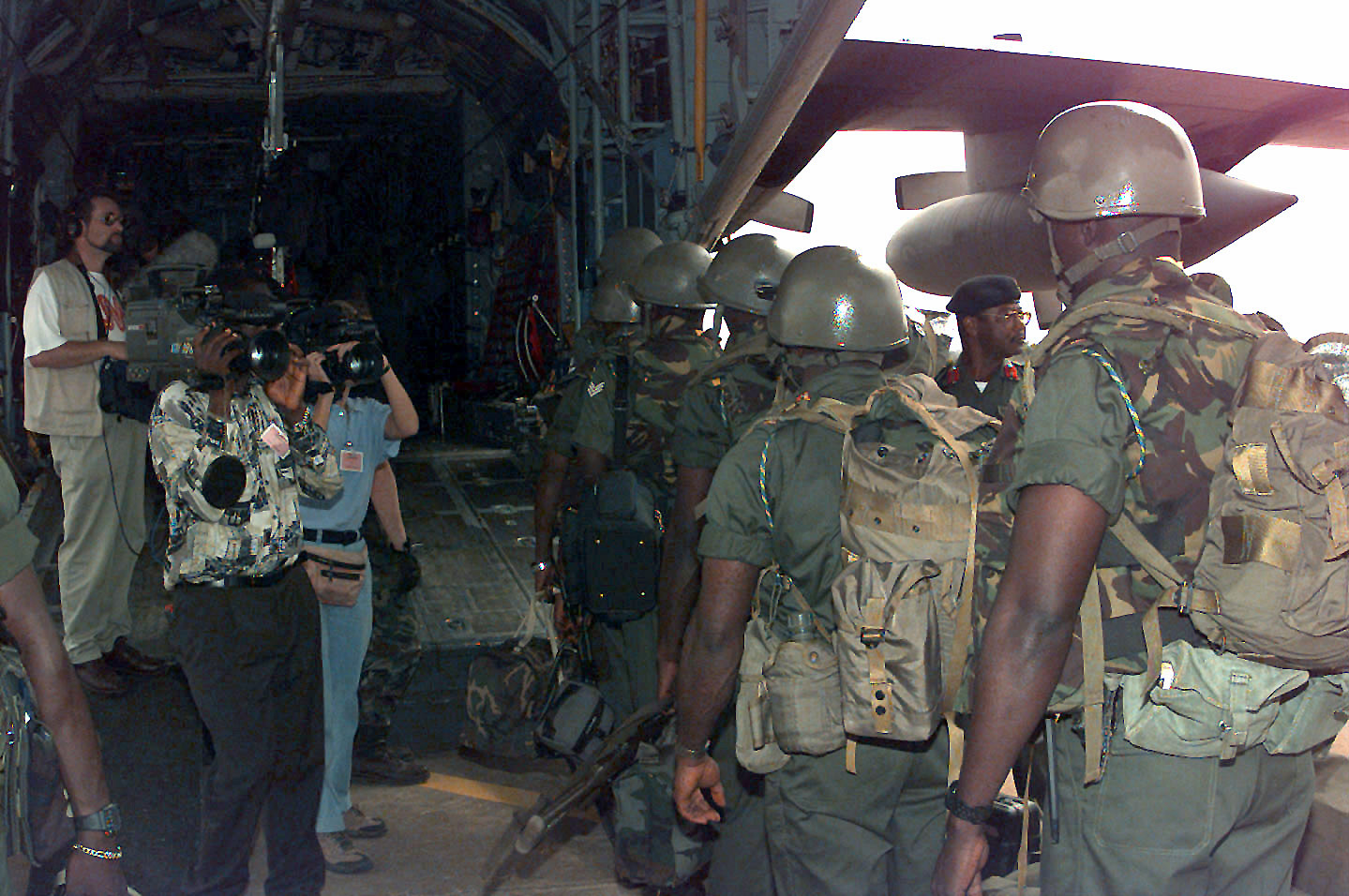
Soldados del ejército de Ghana embarcan en un Lockheed C-130 Hercules en el aeropuerto internacional de Kotoka para participar en una misión del Grupo de Supervisión de la Comunidad Económica de los Estados de África Occidental en Liberia.

La primera operación exterior de las Fuerzas Armadas fue la Operación de las Naciones Unidas en el Congo a principios de los años 60. Las GAF operaron en los Balcanes, incluso con la UNMIK. Las operaciones ghanesas en África incluyeron el despliegue de la UNAMIR, que se vio envuelta en el genocidio de Ruanda. En su libro Shake Hands with the Devil, el comandante de las fuerzas canadienses Romeo Dallaire elogió a los soldados ghaneses por su trabajo durante ese despliegue. Durante la guerra civil de Liberia, las actividades ghanesas ayudaron a allanar el camino para el Acuerdo General de Paz de Acra, entre otros. Otras operaciones en Asia han incluido Irán e Irak en la guerra Irán-Irak, Kuwait y la guerra civil del Líbano, entre otras.
Un total de 3.359 soldados del Ejército de Ghana y 283 de la Policía Militar de Ghana operaron como parte de la UNTAC en Camboya. La operación de la UNTAC duró dos años, 1992-1993. Tras la larga guerra civil de Camboya, desencadenada por las intervenciones externas, las cuatro partes enfrentadas aceptaron una resolución. La Operación UNTAC fue la mayor operación exterior de Ghana desde la primera operación militar exterior de Ghana, la ONUC en el Congo en los años 60. La Operación UNTAC y su contingente UNAMIC tuvieron un presupuesto combinado de más de 1.600 millones de dólares.
En 2012, se acordó una cooperación militar más estrecha con las Fuerzas Armadas de la Federación de Rusia. En 2013, las Fuerzas Armadas acordaron una cooperación militar más estrecha con el Ejército Popular de Liberación de China, y con las Fuerzas Armadas de la República Islámica de Irán.

## Ejército de Ghana
El Ejército de Ghana está estructurado de la siguiente manera:

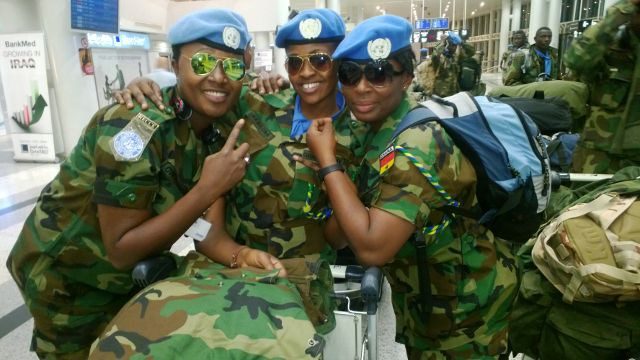
Las Fuerzas de Paz de Ghana regresan a su país tras prestar servicio en la Fuerza Provisional de las Naciones Unidas en el Líbano (FPNUL)

- Las Fuerzas de Paz de Ghana regresan a su país tras prestar servicio en la Fuerza Provisional de las Naciones Unidas en el Líbano (FPNUL) El Mando Norte, con cuartel general en Tamale, el Mando Central, con cuartel general en Kumasi, y el Mando Sur, con cuartel general en Acra. En marzo de 2000 se crearon los Mandos Norte y Sur, tras la reclasificación de las dos brigadas de infantería.[19] Anteriormente había tres brigadas: la 1.ª Brigada de Infantería (cuartel general en Teshie), la 2.ª Brigada de Infantería (cuartel general en Kumasi) y la Brigada de Servicios de Apoyo (cuartel general en Burma Camp).
- 6 Batallones de Infantería del Regimiento Ghana. 3.er Batallón de Infantería, 4.º Batallón de Infantería y 6.º Batallón de Infantería en el Mando Norte, 1.er Batallón de Infantería, 2.º Batallón de Infantería y 5.º Batallón de Infantería en el Mando Sur.
- dos compañías aerotransportadas adscritas al Mando del Norte; Fuerza Aerotransportada
- Regimiento de Infantería 64, cuerpo de guardia presidencial (anteriormente conocido como Regimiento de la Guardia Presidencial)
- 1 Batallón de Entrenamiento
- Una Escuela de Personal
- Regimiento Blindado de Reconocimiento (dos escuadrones blindados de reconocimiento)
- Regimiento de Señales de Defensa (Ghana)

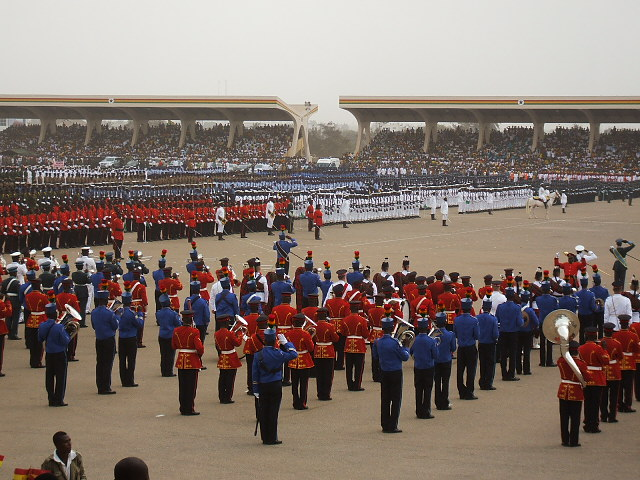
Banda Central de las Fuerzas Armadas de Ghana

- Banda Central de las Fuerzas Armadas de GhanaDos Regimientos de Ingenieros (Regimiento de Ingenieros 48 y Regimiento de Ingenieros 49)
- Regimiento de Artillería 66

En 1996, la Brigada de Servicios de Apoyo fue reorganizada y transferida del Ejército para depender del Cuartel General de las Fuerzas Armadas. A partir de ese momento, sus unidades incluyeron el 49 Regimiento de Ingenieros, la Policía Militar de Ghana, el Regimiento de Señales de Defensa (Ghana), la FRO, la Oficina de Pagos de las Fuerzas, el 37 Hospital Militar, el Batallón de Transporte Mecánico de Defensa (Def MT Bn), el Depósito de Artillería de la Base, el Depósito de Municiones de la Base, el Depósito de Suministros de la Base, el Taller de la Base, la Imprenta de las Fuerzas Armadas (AFPP), el Servicio de Bomberos de las Fuerzas Armadas (AFFS), la Banda Central de las Fuerzas Armadas de Ghana, la Institución de las Fuerzas Armadas de Ghana (GAFI), la Unidad de Movimiento de las Fuerzas 1 (Puerto de Tema), la Unidad de Movimiento de las Fuerzas 5, los Servicios Técnicos de Ingeniería de la Base (BETS), el Centro de Educación de la Guarnición 5 (5 GEC), el Museo de las Fuerzas Armadas, la Escuela de Formación de Señales del Ejército y la Escuela Técnica Secundaria de las Fuerzas Armadas (AFSTS). En 2016, la Oficina de Pagos de las Fuerzas se convirtió en el Regimiento de Pagos de las Fuerzas.
Las Fuerzas Armadas utilizan armamento importado y equipo secundario de fabricación local. Los fusiles M16, los AK-47, los fusiles de asalto tipo 56, los chalecos antibalas y el blindaje personal son de serie, mientras que gran parte del equipo secundario utilizado por el Ejército de Tierra y el Ejército del Aire lo fabrica internamente el Holding de Industrias de Defensa (DIHOC). Entre los proveedores externos se encuentran Rusia, Irán y China.

### Operaciones de mantenimiento de la paz

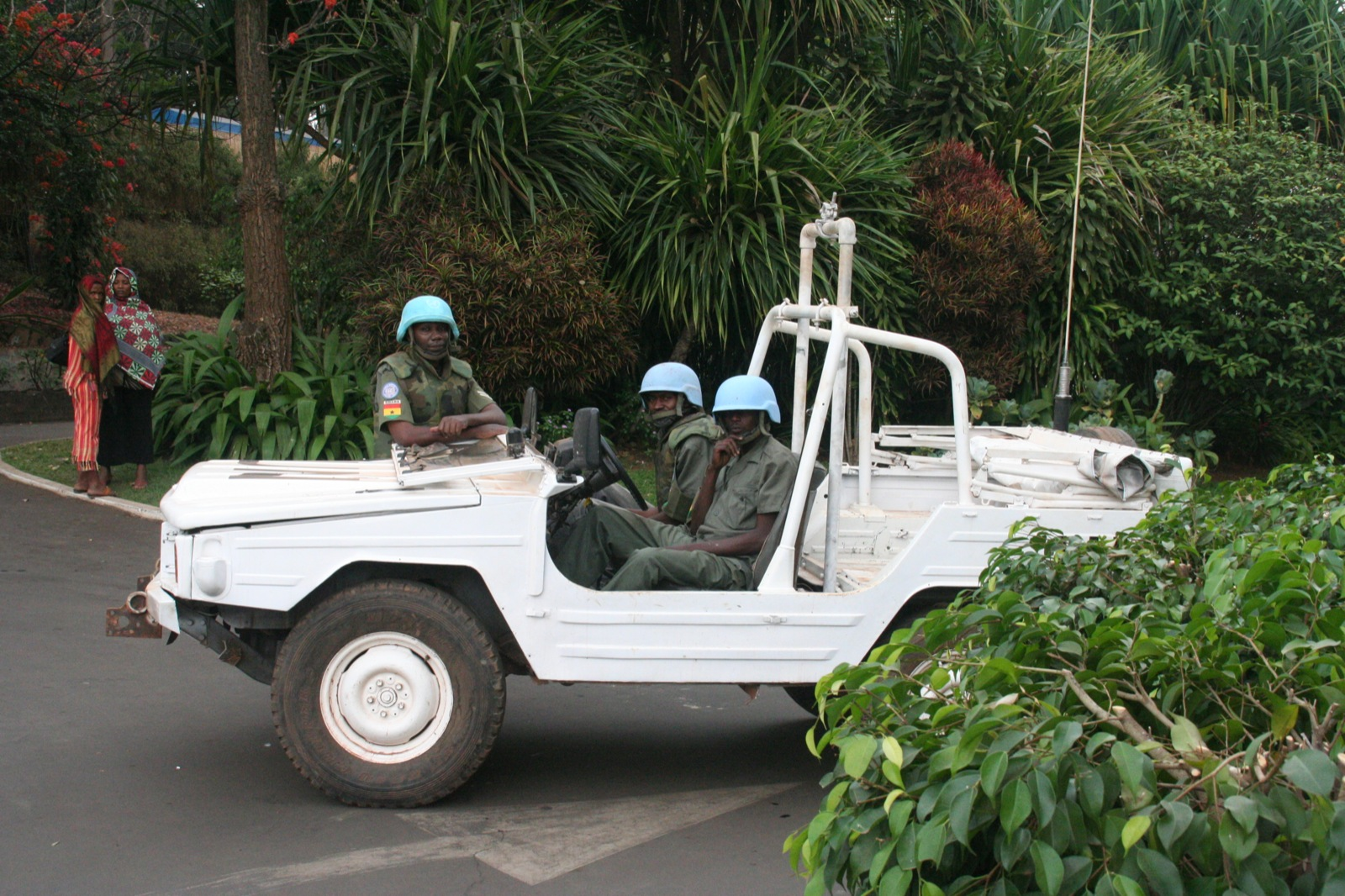
Fuerzas de mantenimiento de la paz del Ejército de Ghana (GA) en Kigali, Ruanda, en un Volkswagen Iltis.

Las Fuerzas Armadas están muy comprometidas en operaciones internacionales de mantenimiento de la paz. Ghana prefiere enviar sus tropas a operaciones en África. Sin embargo, las Naciones Unidas han utilizado fuerzas ghanesas en países tan diversos como Afganistán, Irak, Kosovo, Georgia, Nepal, Camboya y Líbano. En la actualidad, las fuerzas armadas ghanesas están destinadas en misiones de mantenimiento de la paz de las Naciones Unidas en:
- MONUC (República Democrática del Congo) - 464
- UNMIL (Liberia) - 852 (disuelta en 2018)
- UNAMSIL (Sierra Leona) - 782
- FPNUL (Líbano) - 651

Las fuerzas armadas de Ghana proporcionaron el primer Comandante de la Fuerza del Grupo de Observación de la Comunidad Económica de los Estados de África Occidental (CEDEAO), el Teniente General Arnold Quainoo. Quainoo dirigió la fuerza de julio a septiembre de 1990.
El personal de mantenimiento de la paz de las Fuerzas Armadas de Ghana desempeña numerosas funciones: patrullaje, policía militar, observadores electorales, desminadores (unidades de desactivación de bombas y buzos de desminado), supervisores del alto el fuego, trabajadores de ayuda humanitaria, e incluso fuerzas especiales u hombres rana contra los insurgentes.

### Golpe de Estado en Níger
Un grupo de partidos políticos de la oposición y organizaciones de la sociedad civil, formado por el Congreso Nacional Democrático (NDC) y el Movimiento Sindical de Ghana (GUM), ha instado conjuntamente al gobierno de Akufo-Addo a que se abstenga de desplegar las Fuerzas Armadas de Ghana para restaurar al presidente democráticamente elegido de Níger, Mohamed Bazoum, expulsado del poder por el general Abdourahamane Tchiani.
Sin embargo, Kennedy Ohene Agyapong, Presidente de la Comisión de Interior y Defensa del Parlamento, ha expresado su apoyo al despliegue de tropas nacionales en Níger.

## Fuerza Aérea de Ghana
La Fuerza Aérea de Ghana tiene su cuartel general en Burma Camp, en Acra, y opera desde las bases de Acra (base principal de transporte), Tamale (base de combate y entrenamiento) y Sekondi-Takoradi (base de entrenamiento). La doctrina militar y la misión declarada de la GHF es llevar a cabo operaciones de contrainsurgencia dentro o fuera de Ghana y proporcionar apoyo logístico al Ejército de Ghana.

## Armada de Ghana
La misión de la Marina de Ghana es defender el país y sus aguas territoriales, proteger la pesca, la zona económica exclusiva y garantizar la seguridad interna en el lago Volta. También se encarga de reabastecer a las fuerzas de mantenimiento de la paz del GA (Ejército de Ghana) en África, luchar contra actividades delictivas marítimas como la piratería, realizar operaciones de socorro humanitario y en caso de catástrofe, y evacuar a ciudadanos ghaneses y otros nacionales de lugares conflictivos. En 1994, la Armada se reorganizó en un mando oriental, con sede en Tema, y un mando occidental, con sede en Sekondi-Takoradi.

## Negocios de las Fuerzas Armadas de Ghana (GAF)

### Banco privado militar GAF

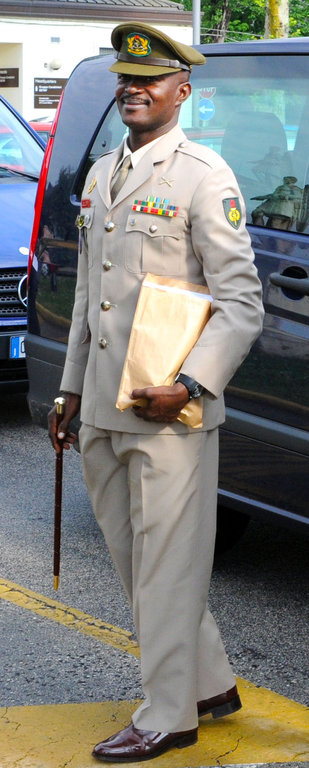
GAF FSM (Mayor de las Fuerzas) de las Fuerzas Armadas de Ghana CWO (Suboficial Mayor) Dickson Owusu.

Las Fuerzas Armadas de Ghana, además de poseer su propia industria armamentística y fabricante de tecnología y equipos militares (DIHOC - Defence Industries Holding Company), gestionan su propio banco privado. El banco militar privado tiene su sede en el campamento de Birmania y presta servicio al personal militar ghanés y a sus homólogos civiles.

### Hospitales militares
Las GAF cuentan con dos hospitales, el Hospital Militar 37 de Acra y el Hospital Militar de Kumasi, en el norte del país. El Hospital Militar 37 ha sido ampliado recientemente y sus instalaciones incluyen un Servicio de Urgencias (SU) que funciona las veinticuatro horas del día.
El principal hospital militar de las GAF se ha organizado en departamentos y divisiones, lo que ha creado una estructura dentro del establecimiento. Las divisiones y departamentos (las unidades) se desarrollan y unen según líneas médicas, paramédicas y administrativas, y cada una de estas unidades tiene su propio jefe de departamento. El hospital militar de las GAF está dotado de personal militar de las GAF y también alberga un centro de formación de educación médica. El hospital militar también está acreditado para la enseñanza de educación médica de posgrado. Vyacheslav Lebedev, Presidente del Tribunal Supremo de Rusia, expresó su gratitud tras ser tratado de urgencia en el hospital.

## Cadetes y escuelas
El Ejército de Ghana cuenta con un Cuerpo de Cadetes para los cadetes de GAF, que se gradúan en Educación y Formación Militar y en Formación de Reclutas en la Academia Militar de GAF para Reclutas del Ejército y Marineros Reclutas antes de alistarse en el Ejército de Tierra, la Armada o las Fuerzas Aéreas.
Las instituciones de formación incluyen la Academia Militar de Ghana y el Cuerpo de Cadetes patrocinado por el Ejército de Ghana. También se encuentra en Acra el Centro Internacional de Formación para el Mantenimiento de la Paz Kofi Annan, financiado con fondos internacionales, que no forma parte de las Fuerzas Armadas pero proporciona una amplia formación en operaciones de paz, incluso al personal de las GAF.

### Escuela de Mando y Estado Mayor de las Fuerzas Armadas de Ghana
La Escuela de Mando y Estado Mayor de las Fuerzas Armadas de Ghana (GAFCSC) data de 1963. Su objetivo era ofrecer formación a los oficiales de las Fuerzas Armadas de Ghana (GAF) y a los oficiales afiliados de África, centrándose en las tareas de mando y estado mayor. A lo largo de su historia, ha acogido y formado a personas de los estados africanos vecinos. Se centra en cursos militares y de defensa, que culminan con la expedición del certificado Pass Staff College (PSC).
La gama de programas se amplió, impulsada por las exigencias del entorno global. Las Fuerzas Armadas de Ghana participan en operaciones de mantenimiento de la paz desde 1960. Esto supuso ampliar la oferta de cursos del GAFCSC. En consecuencia, el colegio se propuso establecer asociaciones con la Universidad de Ghana y el GIMPA para ofrecer diversos cursos de mantenimiento de la paz y de otro tipo. Con la obtención de la Acreditación Institucional, el colegio está ahora preparado para impartir sus propios cursos, al tiempo que mantiene su asociación de colaboración con la Universidad de Ghana y el GIMPA.

## Presupuesto de defensa
|                                                                                      |                                                                  |
| Fuerzas Armadas de Ghana - Tasa de crecimiento porcentual del presupuesto de defensa | Fuerzas Armadas de Ghana - Porcentaje del presupuesto de defensa |

### Estructura salarial
La Estructura Salarial de Espina Única (SSSS) es el pago que se hace a las Fuerzas Armadas de Ghana. La estructura salarial iniciada en 2010 ha aumentado los ingresos de los militares. La estructura de pago con el Single Spine difiere de cada oficial en función de su rango.

## Vestimenta militar y prohibición de fotografiar
La legislación ghanesa prohíbe oficialmente a los civiles y a los extranjeros vestir prendas militares, como ropa de camuflaje o prendas que se asemejen a la indumentaria militar. Oficialmente, se pueden imponer multas y/o penas cortas de prisión a los civiles que sean vistos en público con vestimenta militar. Además, la legislación ghanesa prohíbe fotografiar al personal y los vehículos militares de las Fuerzas Armadas de Ghana (GAF), la Policía Militar de Ghana (GMP) o las GAF mientras estén de servicio, lugares estratégicos como el aeropuerto internacional de Kotoka cuando esté en uso y la sede del gobierno ghanés, Jubilee House.